# هوشنگ صدیق
هوشنگ صدیق (زاده ۲۱ آبان ۱۳۲۶ در نیشابور – درگذشته ۱۸ تیر ۱۳۹۹ در تهران) سرتیپ خلبان اف- ۴ فانتوم ۲ نیروی هوایی ارتش جمهوری اسلامی ایران و فرمانده آن نیرو بین سال‌های ۱۳۶۲ تا ۱۳۶۵ بود. او در پی استعفای سرهنگ محمدحسین معین‌پور در ۴ آذر ۱۳۶۲ با درجه سرهنگی و با حکم روح‌الله خمینی به فرماندهی نیروی هوایی منصوب شد و تا بهمن ۱۳۶۵ در آن پست باقی ماند و سپس جای خود را به سرهنگ منصور ستاری سپرد.
در زمان فرماندهی او وضعیت سیاسی نیروی هوایی به علت اخراج‌ها و تصمیم‌های غیر حرفه‌ای در کادر فرماندهی پیشین نیروی هوایی، بسیار متشنج شده بود. به همین دلیل وی دورانی بسیار دشوار و طاقت‌فرسا را در جایگاه فرماندهی نیروی هوایی تحمل نمود؛ از جمله در پی گزارش خلاف واقع، دادگاه انقلاب، خلبان تکخال جلیل زندی را به ۱۰ سال زندان محکوم کرد که با درخواست و اعتراض فرماندهٔ وقت نیروی هوایی هوشنگ صدیق، زندی پس از ۶ ماه آزاد شد.
صدیق پیش از انتصاب به فرماندهی نیروی هوایی، فرمانده منطقه اول هوایی مهرآباد بود. پس از ترک فرماندهی نیروی هوایی برای مدتی در سمت‌های گوناگون در وزارت دفاع و پشتیبانی نیروهای مسلح ایران انجام وظیفه کرد.

## سوابق
- فعالیت در صنعت هواپیمایی از سال ۱۳۶۶
- مدیرعامل شرکت صنایع هواپیمایی از سال ۱۳۷۶
- مدیرعامل شرکت هواپیمایی چابهار از سال ۱۳۷۸ تا ۱۳۸۸
- تأسیس مرکز آموزش‌های هوایی هما با کسب مجوز از سازمان هواپیمایی کشوری ایران برای تربیت خلبان در سال ۱۳۸۴
- مدیرعامل شرکت هواپیمایی کاسپین از سال ۱۳۸۹
- مدیرعامل شرکت هواپیمایی زاگرس از سال ۱۳۹۲
- مشاور مدیرعامل ایران ایر از سال ۱۳۹۸
- رئیس هیأت مدیره صندوق بازنشستگی هما از سال ۱۳۹۸
- رئیس هیأت مدیره شرکت هواپیمایی چابهار از بهمن ۱۳۹۸

## درگذشت
هوشنگ صدیق در تاریخ ۱۸ تیر ۱۳۹۹ بر اثر ابتلا به بیماری کروناویروس ۲۰۱۹ درگذشت.